# Greti Caprez-Roffler

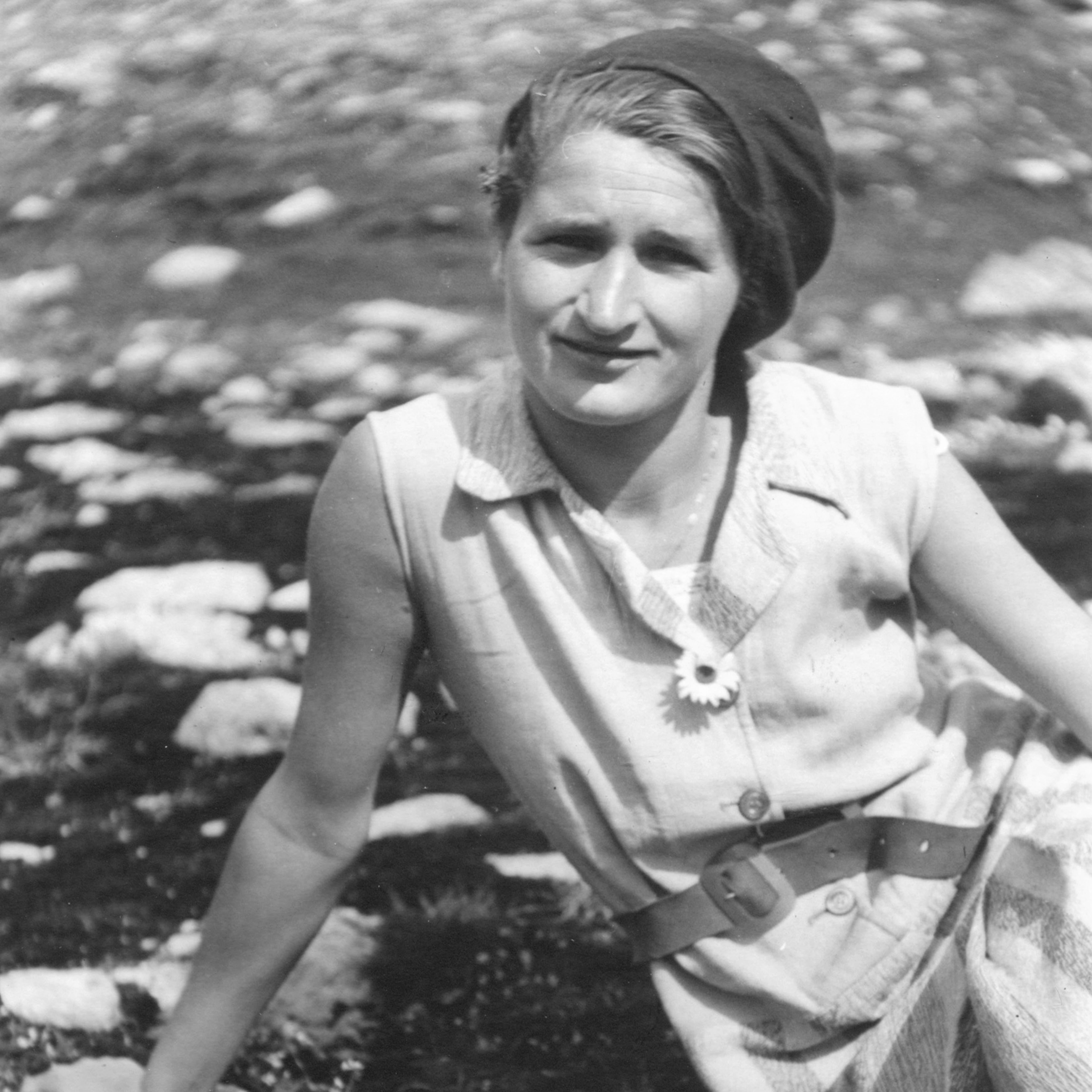
An ihrem 25. Geburtstag (Nachlass Greti Caprez-Roffler).

 Greti Caprez-Roffler (* 17. August 1906 in St. Antönien, Graubünden; † 19. März 1994 in Chur) war die erste Pfarrerin, die in der Schweiz alleinverantwortlich eine Gemeinde betreute. Mit ihrer Wahl im Jahr 1931 setzte sich das reformierte Furna im Prättigau über damals geltendes Recht hinweg.

## Leben und Karriere
«In den Gemeindeversammlungen sollen die Frauen schweigen. Denn es ist ihnen nicht erlaubt zu reden, sie sollen sich vielmehr unterordnen, wie auch das Gesetz es sagt.»

«Was nun den Fall der Frau Caprez in Graubünden betrifft, so wird hier doch niemand von einem Handeln im Gehorsam gegen Gott reden, lediglich von einem Gehorsam gegen die eigenen Wünsche und einer nur bei Frauen sich findenden Hartnäckigkeit.»

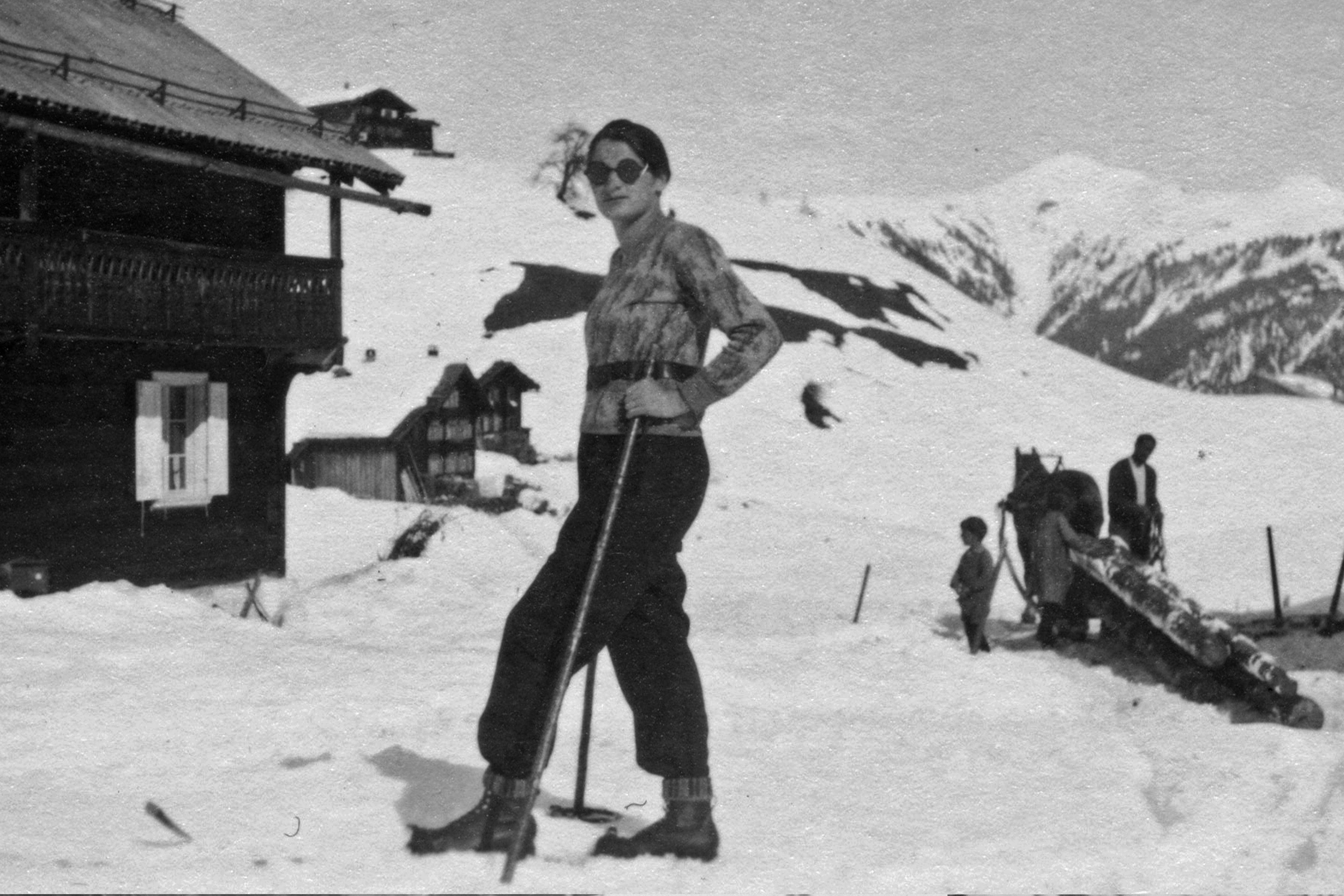
Die Pfarrerin von Furna auf Skiern (Nachlass Greti Caprez-Roffler).

Die Eltern von Margreth genannt Greti Roffler waren Josias Roffler (1878–1944), Bergbauernsohn aus Furna, und Elsbeth Luk aus dem benachbarten Jenaz, Tochter des Standesbuchhalters (Kantonsbuchhalters). Der Vater, zuvor reformierter Pfarrer in Fideris, unterrichtete an der Bündner Kantonsschule. Ab 1912 war er Pfarrer in Igis, zu dem Landquart gehörte, bis 1927 zugleich in Zizers, zuletzt 1932–1943 in Felsberg. 1929–1932 gehörte er dem Kirchenrat der reformierten Landeskirche an.
Greti Roffler war laut ihrer Tochter Margreth Härdi-Caprez «sehr abhängig vom Vater». Nach der Matura in Chur nahm sie 1925 an der Universität Zürich das Studium der Altphilologie auf, wechselte aber bald zur Theologie. 1928 ging sie für ein Semester nach Marburg. Im selben Jahr erreichte ihr Vater, dass sich die Bündner Synode dafür aussprach, das Pfarramt auch Frauen – allerdings nur unverheirateten – zugänglich zu machen. Die nötige Änderung der Kirchenverfassung wurde aber vom Evangelischen Grossen Rat aufgeschoben, zumal Greti Roffler als einzige potentielle Pfarramtskandidatin 1929 gegen den Widerstand von Eltern und Schwiegereltern den Engadiner Bauingenieur ETH Gian Caprez (1905–1994) heiratete und mit ihm nach São Paulo auswanderte.
Der Ausbruchsversuch blieb aber halbherzig: Greti Caprez-Roffler kehrte nach einem Jahr zur Ablegung des Staatsexamens in Zürich und zur Geburt des ersten Kindes in die Heimat zurück. Ihr Vater setzte durch, dass sie als erste Frau auch in Graubünden zu den theologischen Examen zugelassen wurde. Vor dem Hintergrund zerfallener Kaffeepreise und putschender Militärs verliess auch ihr Mann 1931 Brasilien. Die beiden lebten nun vorübergehend in Pontresina, wo der Schwiegervater ein Baugeschäft besass. Und Greti Caprez-Roffler kämpfte mit Artikeln in der Bündner Presse für die Zulassung der Frauen zum Pfarramt.

### Die Schande, ein Weib zu sein

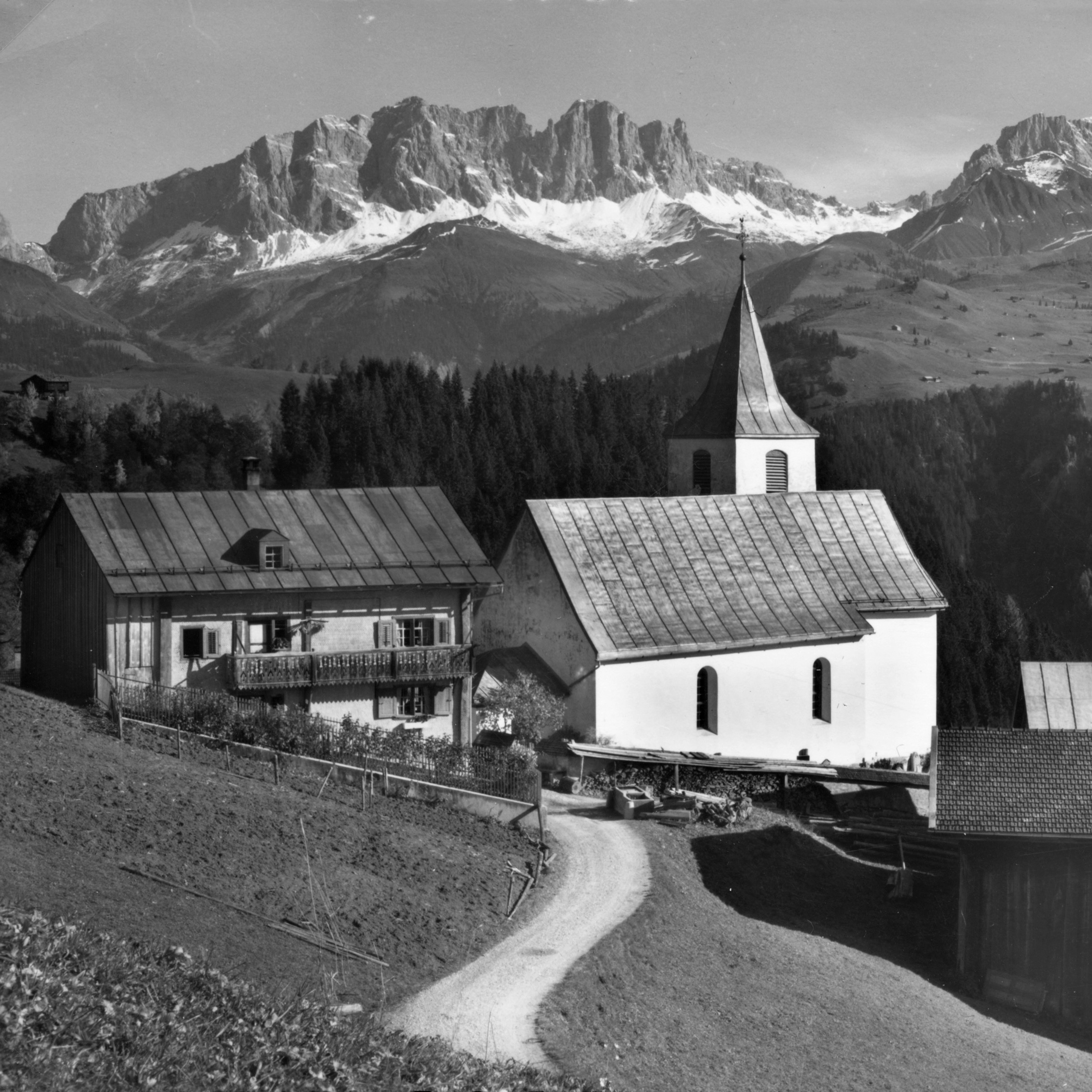
Reformierte Kirche Furna mit Pfarrhaus (Nachlass Greti Caprez-Roffler).

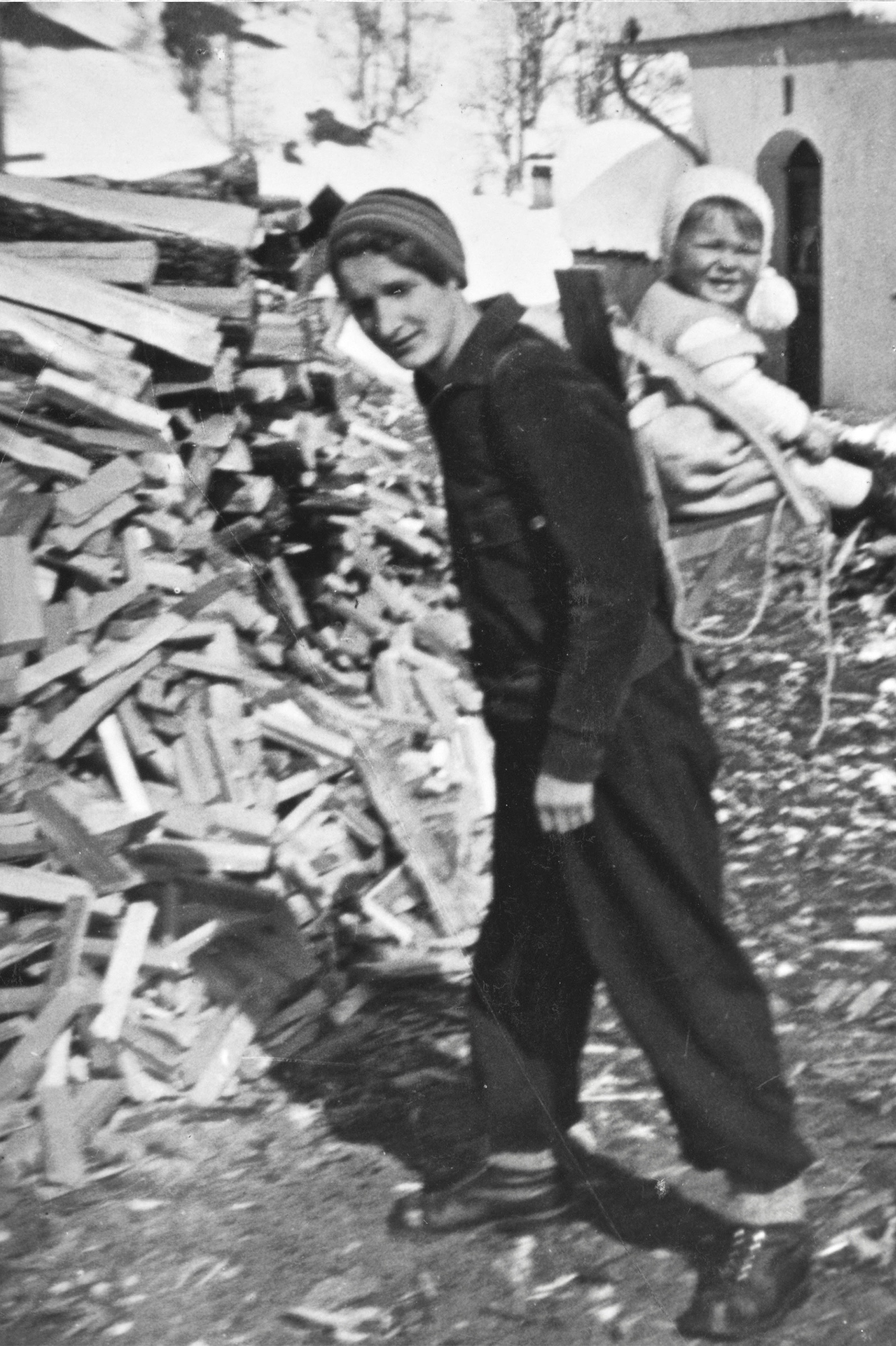
Mit dem ersten Kind im Räf (Nachlass Greti Caprez-Roffler).

1918 hatten die reformierten Bündner das Frauenstimmrecht in kirchlichen Angelegenheiten eingeführt. In Zürich waren im selben Jahr mit Rosa Gutknecht und Elise Pfister die ersten Theologinnen zu Verbi divini ministrae ordiniert worden – sie sollten bis 1963 die einzigen bleiben. Ausser in der Église évangélique libre des Kantons Waadt stand Frauen nur das Amt der Pfarrhelferin offen. Wenn sie aushilfsweise doch ein Pfarramt übernehmen konnten, mussten sie dieses bei der Heirat abgeben.
Trotzdem wurde die verheiratete Greti Caprez-Roffler am 13. September 1931 von der Heimatgemeinde ihres Vaters auf dessen Vorschlag hin zur Pfarrerin gewählt. Zuvor hatte das auf 1350 Meter gelegene Furna, dessen etwas über 200 Einwohner noch bis 1968 auf den Anschluss ans Stromnetz warten mussten, erfolglos einen Nachfolger für seinen nach Mailand berufenen Seelsorger gesucht. Über das, was folgte, schreibt Greti Caprez-Roffler: «Ein Sturm brach los! Nicht nur im Kirchenrat, in der Synode, im ganzen ‹Blätterwald› Graubündens und über die Grenzen des Kantons hinaus.»
Obwohl der Evangelische Kleine Rat die Wahl für ungültig erklärte und die 25-Jährige grosse Selbstzweifel hegte, übersiedelte sie mit ihrem 9-monatigen Sohn und einer Haushälterin ins Prättigau. Ihr Mann lebte damals aus beruflichen Gründen in Zürich, konnte aber bald den grössten Teil seiner Arbeit als Ingenieur in Furna erledigen. Die Gemeinde berief sich auf die Kantonsverfassung, die ihr das Recht zur Wahl ihres Seelsorgers gab, und beschied die Obrigkeit: «Wenn unser Pfarrer keinen andern Fehler hat, als dass er einen Rock trägt, behalten wir ihn.» Das Pikante daran: Greti Caprez-Roffler pflegte im Winter Skihosen zu tragen und ermöglichte dies auch den Mädchen, während ihnen ihr Hauptgegner Pfarrer Jakob Rudolf Truog in Jenaz das Hosentragen verbot.
Als der Evangelische Kleine Rat der widerspenstigen Gemeinde 1932 das Pfrundvermögen sperrte, schrieb Greti Caprez-Roffler in ihr Tagebuch: «Ich habe es zuvor vielleicht geahnt, aber noch nie mit so grausamer Deutlichkeit erfahren müssen: dass es eine Schande ist, ein Weib zu sein.» Zu allem Übrigen hinzu fielen ihr im selben Jahr die reformierten Stimmbürgerinnen in den Rücken, indem sie gemeinsam mit den Männern auch ledigen Angehörigen ihres Geschlechts den Zugang zum Pfarramt verwehrten. Eine Zeit lang versah Greti Caprez-Roffler ihre Stelle noch um Gotteslohn, zog dann aber 1934 zu ihrem Mann nach Zürich. Dieser hatte im Vorjahr ein Zweitstudium in Theologie begonnen. Obschon darüber wenig begeistert, hielt sein Vater die beiden während der Weltwirtschaftskrise über Wasser. Furna fand wieder einen Mann als Pfarrer. 
Durch einen ihren theologischen Lehrer, Emil Brunner, kam sie um 1935 in Zürich in Kontakt mit der Oxford-Gruppe von Frank Buchman, die einen geistlichen Aufbruch in anstrebten. In Gruppen, den sogenannten Hauspartien, wurden Bibellesen, persönliches Gebet und gegenseitiges Sündenbekenntnis praktiziert. An einer gemeinsamen Tagung 1936 auf dem Bürgenstock kam auch sie zur Einsicht, dass sie eine solche Bekehrung brauchte, was zu einer innigeren Gottesbeziehung führte.

### Anhaltende Diskriminierung

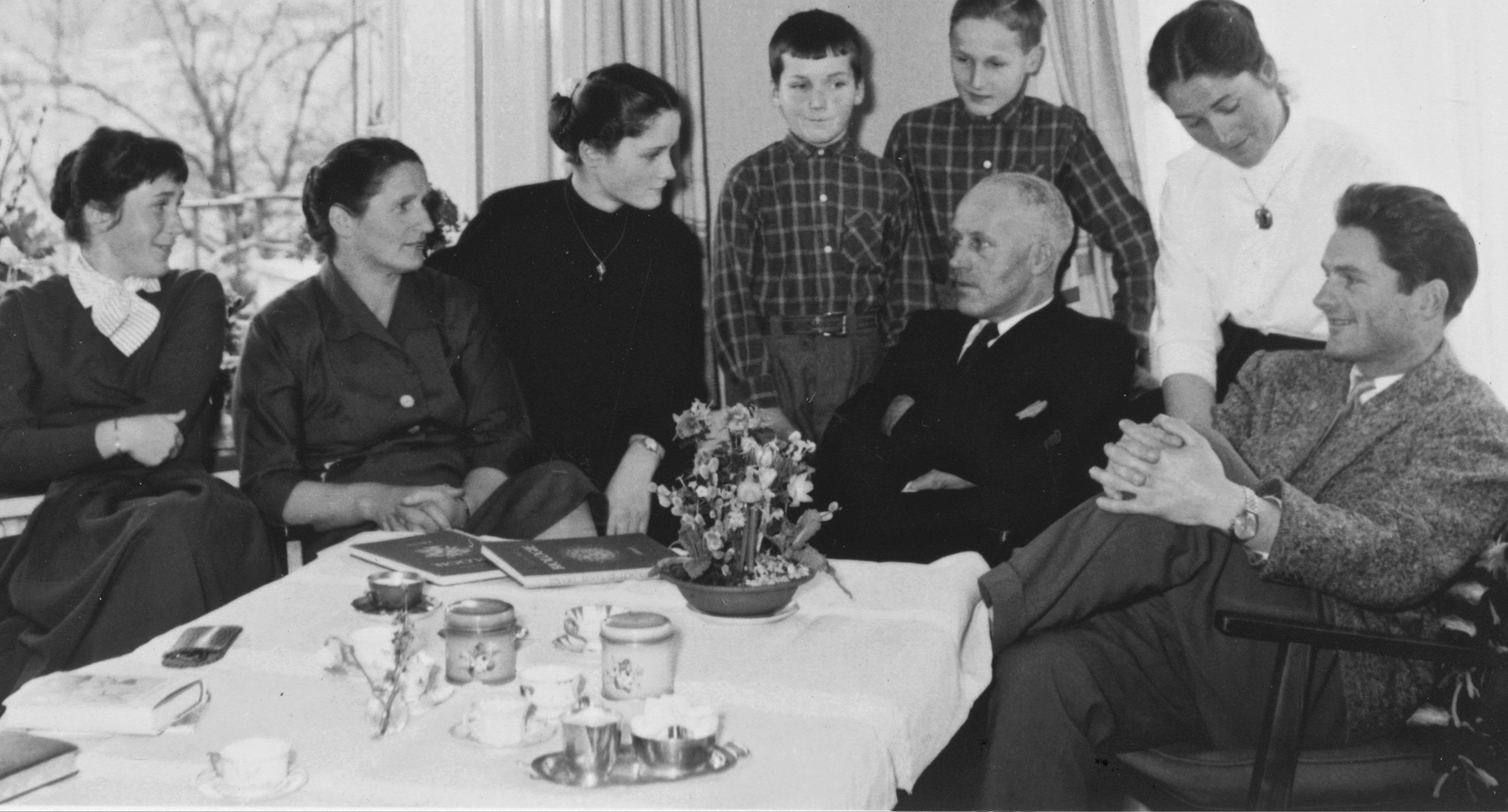
Das Ehepaar mit seinen sechs Kindern in Kilchberg (Nachlass Greti Caprez-Roffler).

1938 wurde Gian Caprez zum Pfarrer von Flerden, Urmein und Tschappina am Heinzenberg gewählt. Da er das Studium erst später im erwähnten Jahr abschloss, vertrat ihn bis dahin seine Frau. Danach aber durfte sie nur noch an den beiden letztgenannten Orten predigen. Das Kolloquium Nid dem Wald lud sie zu seinen Sitzungen ein, aber ohne Stimmrecht, da sie nicht Mitglied der Synode war. Als ein pensionierter Pfarrer aus einem anderen Kolloquium in die Gegend zog, entrüstete er sich über ihre Anwesenheit und sagte: «Es ist doch gut, dass ich gekommen und den Deckel von diesem stinkenden Topf genommen habe.» In dieser Zeit der Bedrohung durch Nazi-Deutschland hielt Greti Caprez-Roffler Feldpredigten vor Soldaten.
1941 fragte der Evangelische Kleine Rat das Ehepaar an, ob es gemeinsam die neugeschaffene Pfarrstelle an den kantonalen Anstalten (Spitäler, Gefängnisse) in Chur und Realta übernehmen wolle. Während Gian das Gehalt eines Landpfarrers erhielt, wurde Greti als seine «Helferin» nur so weit bezahlt, dass sie sich eine Haushälterin leisten konnte. Auch durfte sie die Sakramente nur «aushilfsweise» spenden. Trotzdem nahmen sie das Angebot an und kauften sich ein Haus in Chur. Als aber die Haushälterin Diakonisse wurde und die mittlerweile fünf (bald darauf sechs) Kinder zu viel Arbeit gaben, trat Greti Caprez-Roffler 1945 zurück, worauf sie durch eine andere Frau ersetzt wurde.
1947 bewarb sich ihr Mann mit Erfolg um eine der beiden Pfarrstellen in Kilchberg bei Zürich. Dort bereitete ihnen sein Amtskollege Eduard Schweingruber Schwierigkeiten, der ein mehrfach aufgelegtes Buch über Frauenart verfasst hatte. Greti Caprez-Roffler schreibt: «Er war nicht gegen die Theologin an sich, aber gegen die in seiner Gemeinde. (…) Er verwehrte mir selbst die Vorbereitung der Sonntagsschullehrerinnen (…) Ich hätte nie gedacht, dass es für mich so schwer werden könnte – einem brennenden Feuer gleich – nicht predigen zu dürfen.» Sie nahm deshalb weit über den Kanton Zürich hinaus Predigtvertretungen an. Im Kanton Thurgau verbot ihr der Regierungsrat, eines ihrer Enkelkinder zu taufen.

### Endlich gleichberechtigt
1963 führte der Kanton Zürich das kirchliche Frauenstimmrecht ein, und im selben Jahr wurde Greti Caprez-Roffler – 33 Jahre nach dem Staatsexamen – mit elf anderen Absolventinnen der theologischen Fakultät im Zürcher Grossmünster ordiniert.
1965 liess die evangelische Stimmbürgerschaft Graubündens Frauen zum Pfarramt zu, so wie zwischen 1956 und 1968 alle reformierten Kantonalkirchen. Darauf gab Gian Caprez seiner Frau zuliebe vier Jahre vor der Pensionierung die Stelle in Kilchberg auf. 1966 übernahm das Paar die Seelsorge im seit Längerem pfarrerlosen Rheinwald: er in Splügen, Sufers und Medels, sie in Nufenen und Hinterrhein. Zum Problem wurde dabei, dass Pfarrer im jeweiligen Pfarrhaus leben, Ehepaare aber gemäss ZGB einen gemeinsamen Wohnsitz haben mussten. Nachdem die Synode 1965 Yvette Mayer (1926–2001) als erste ordentlich gewählte Pfarrerin in ihre Reihen aufgenommen hatte, tat sie dies nun auch mit Greti Caprez-Roffler. Dazu gestattete der Kirchenrat widerstrebend, dass ihr Mann und sie sich allsonntäglich auf den Kanzeln ablösten.
1967 wurde ihre Tochter Margreth Härdi-Caprez in Zofingen ordiniert. 1970 hätte Greti Caprez-Roffler in den Ruhestand treten können. Da aber Furna wieder einmal keinen Pfarrer fand, übernahm sie zusammen mit ihrem Mann noch einmal für zwei Jahre die dortige Stelle. Als Alterssitz wählten sie das Haus ihres Grossvaters. 1982 wurde ihr Ältester Gian, Gründer einer Ingenieurfirma, Opfer eines Lawinenunglücks. 1983 erhielt sie das Ehrenbürgerrecht von Furna. Von jenem Jahr an durften endlich auch die letzten Bündnerinnen in kommunalen Angelegenheiten mitbestimmen, so wie seit 1971 in eidgenössischen und 1972 in kantonalen. 1987 zog das Ehepaar ins Altersheim in Chur. 1994 starb es im Abstand von 24 Tagen, zuerst Greti, dann Gian.

## Werke
- Greti Caprez-Roffler: Die Sache der Theologinnen in den Schweizer Kantonen. In: Mitteilungen des Verbandes evangelischer Theologinnen Deutschlands 1/1931, Heft 3, S. 9–12.
- Greti Caprez-Roffler: Die Pfarrerin, Lebenserinnerungen der ersten Bündner Theologin. In: Bündner Jahrbuch, Neue Folge, 22/1980, S. 110–133, 23/1981, S. 94–112 (22: Digitalisat; 23: Digitalisat); auch Buchausgabe, Bischofberger, Chur 1981.

## Radiosendungen
Aussagen ihrer Kinder über die starken und die schwierigen Seiten der feministischen Theologin sind in einem Radio-Feature ihrer Enkelin Christina Caprez zu hören, das 2018 den Publikumspreis des Hörkunstfestivals Sonohr gewann:
- Greti Caprez-Roffler, die erste Pfarrerin. Radio SRF 2 Kultur, Passage, 20. November 2015, 60 Minuten (Digitalisat).

Weitere Sendungen von Christina Caprez:
- Greti Caprez, La plevonessa «illegala». Radio Rumantsch, Marella, 30. August 2015, 40 Minuten (Digitalisat).
- Die ersten Pfarrerinnen, Pionierinnen auf steinigem Grund. Radio SRF 2 Kultur, Perspektiven, 15. November 2015, 30 Minuten (Digitalisat).